# Südafrikanische Badmintonmeisterschaft 1978
Die Südafrikanische Badmintonmeisterschaft 1978 fand vom 2. bis zum 7. Oktober 1978 in Port Elizabeth statt. Es war die 28. Austragung der nationalen Titelkämpfe im Badminton in Südafrika.

## Titelträger
| Disziplin    | Sieger                         |
| ------------ | ------------------------------ |
| Herreneinzel | Gordon McMillan                |
| Dameneinzel  | Deirdre Algie                  |
| Herrendoppel | Gordon McMillan John Abrahams  |
| Damendoppel  | Gussie Botes Marianne Abrahams |
| Mixed        | Kenneth Parsons Deirdre Algie  |